# 闸弄口站
闸弄口站是杭州地铁1号线和建設中的杭州地铁18号线的一座车站，位于中华人民共和国浙江省杭州市上城区闸弄口街道天城路与机场路交叉口。

## 车站结构
1号线闸弄口站为地下二层岛式车站，车站总长181.2米，标准段宽22.5米。包括车站主体结构和附属结构（4个出入口、6个风井）。

### 楼层分布
| 地面 |                    | 出入口                             |  |  |
| -1层 | 站厅               | 自动售票机、客服中心、车站控制室   |  |  |
| -2层 |                    | █ 1号线 往湘湖（打铁关）           |  |  |
|      | 岛式站台，左侧开门 |                                    |  |  |
|      |                    | █ 1号线 往萧山国际机场（火车东站） |  |  |

### 站厅
- 站厅

闸弄口站站厅位于地下一层，分为付费区和非付费区。非付费区内设有便利店、服务中心、自动售票机、卫生间等设施。付费区位于站厅中部偏北，设有2组楼梯/自动扶梯和1座直梯通往站台。安检通道位于站厅四周的进站口处。

### 站台
- 站台

站台位于地下二层，设有一座岛式站台。

### 出入口

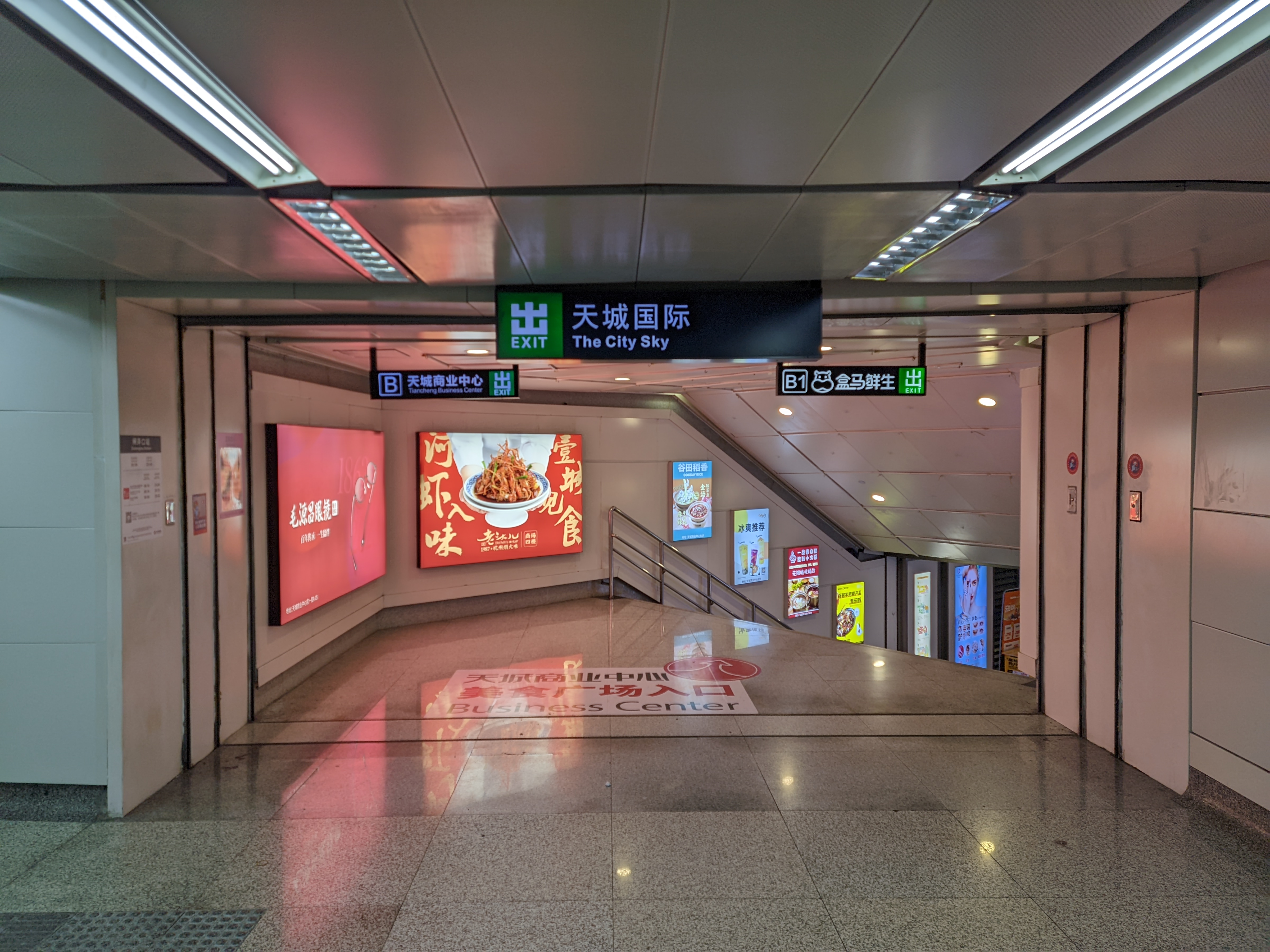
天城國際連通口

閘弄口站共設置4個出入口，C出入口因18號線施工需要，已於2024年12月15日封閉。車站與天城國際之連通口在2021年前被稱作B1口。
| 编号                                          | 指示     | 建议前往的目的地                                                  | 图片 |
| --------------------------------------------- | -------- | ----------------------------------------------------------------- | ---- |
| A                                             | 机场路   | 机场路、机场路一巷 解放军第九0三医院、沁园雅舍、闻皇庙社区        |      |
| B                                             | 天城路   | 天城路、机场路 天城国际、蓝天城市花园、神州白云大厦、天城嘉苑     |      |
| D                                             | 机神新村 | 天城路、秋涛路 机神新村、濮家新村、濮家公园、东茂苑、濮家运河公园 |      |
| 註： 设有卫生间 \| 设有无障碍设施 \| 设有电梯 |          |                                                                   |      |

## 命名
闸弄口站以闸弄口街道命名，英文名为Zhalongkou Station。在车站正式运营前，其英文名曾被标注为Zhanongkou。闸弄口的弄在本地居民中多读作nong；而在现代汉语词典中，“弄”作为指小巷、胡同名词时的读音是“long”，闸弄口作为原清凉闸边的一条小巷读音应为long。最终车站运营方将车站英文名改为现行的Zhalongkou Station，但在杭港地铁系统的车站代号中，本站代号仍然为ZNK。

## 车站周边
- 解放军第九0三医院
- 天城国际
- 闻皇庙社区
- 机神公寓
- 机神新村
- 濮家新村
- 濮家公园
- 濮家运河公园

## 接驳交通
- 杭州公交

B口：文辉大桥东
D口：闻皇庙、机神村
- 杭州公共自行车

## 历史
- 建设中的闸弄口站，2009年

- 2012年11月24日，车站启用。
- 2024年12月15日，C出口关闭[5]。

## 未来发展

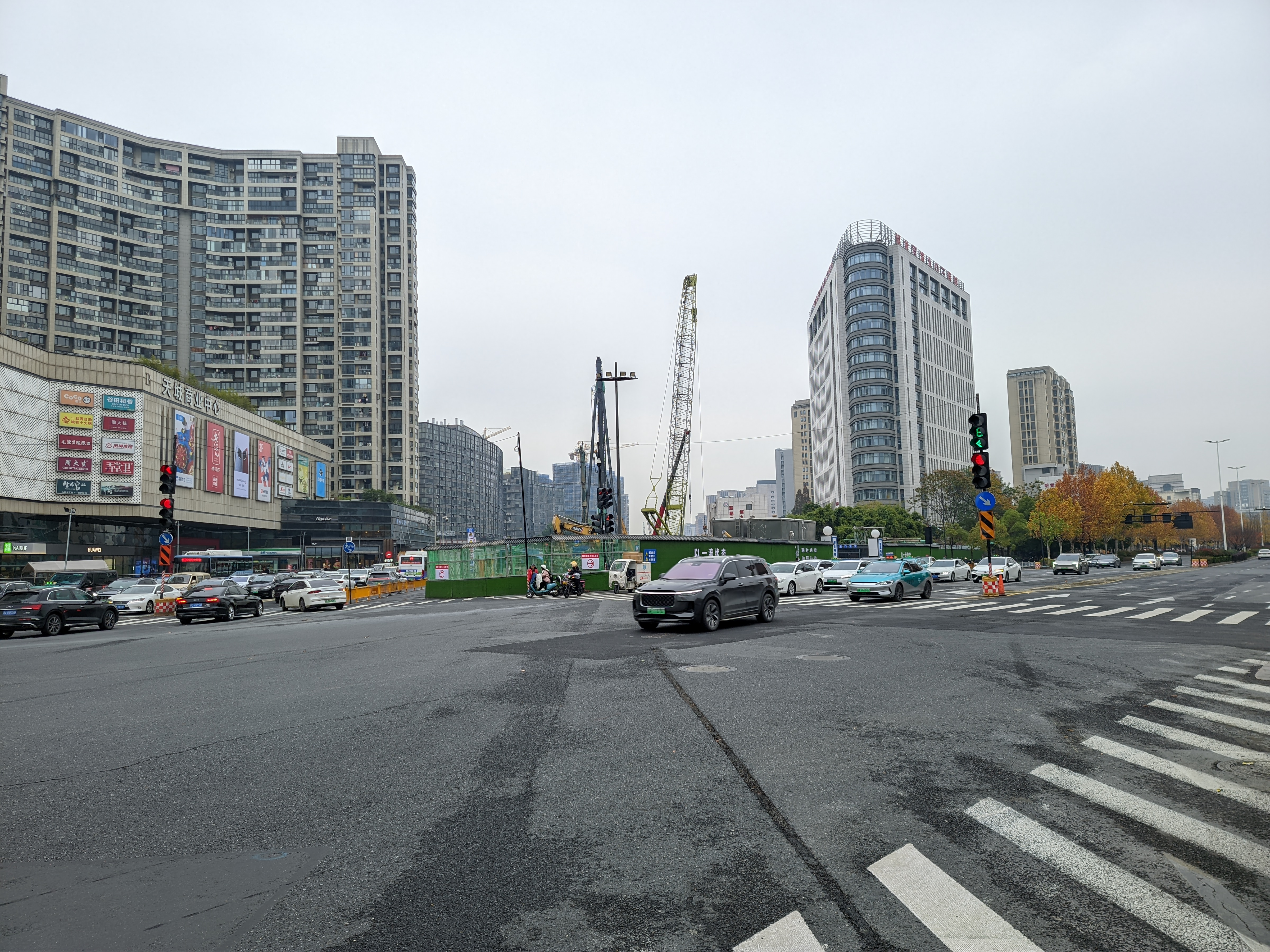
18号线车站工地

18号线未来将会经过本站。